# کشتی آزاد

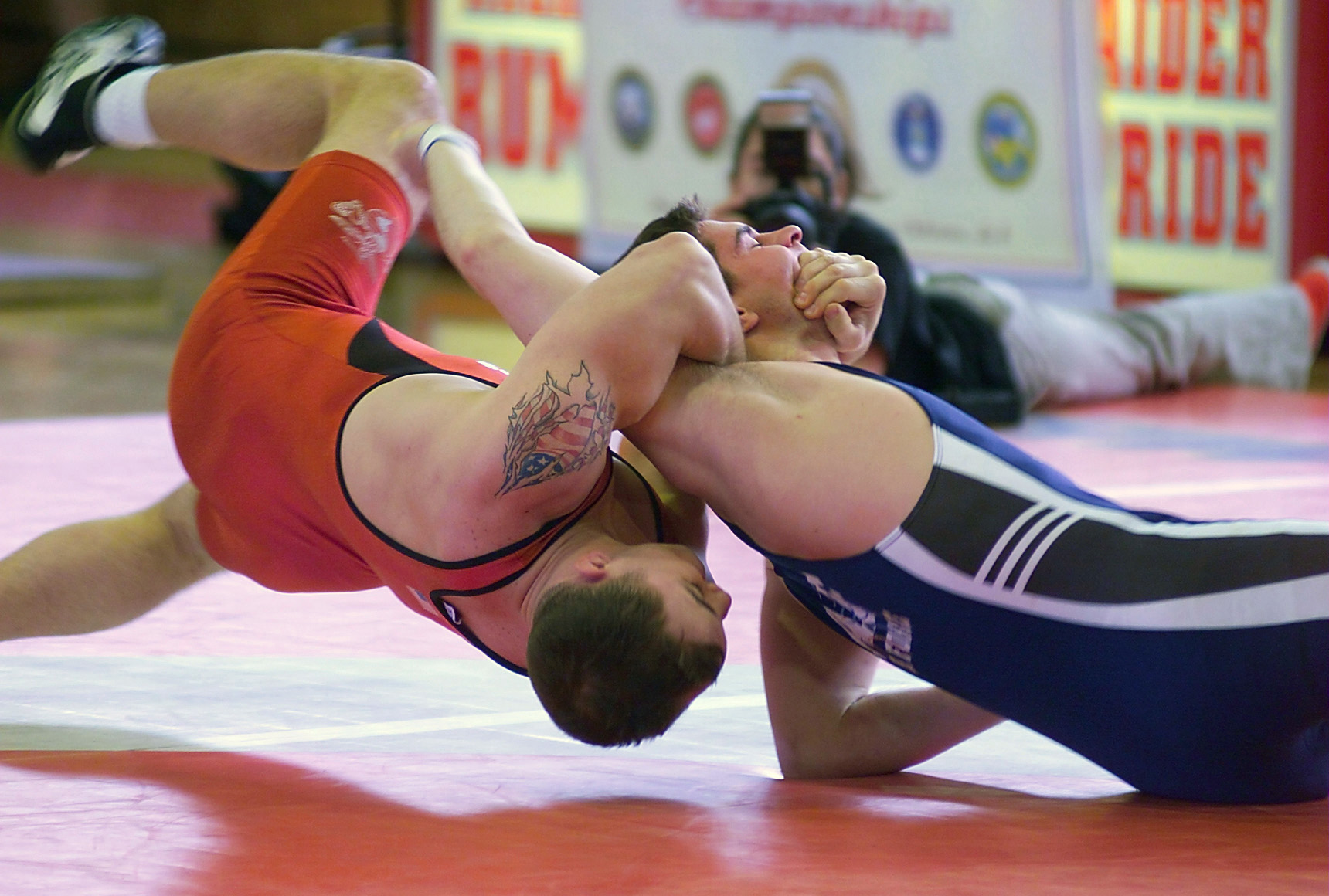
اجرای فن فیتو در یک رقابت کشتی آزاد

کشتی آزاد (به انگلیسی: Freestyle wrestling) یکی از روش‌های کشتی گرفتن است که در سراسر دنیا تمرین می‌شود و به همراه کشتی فرنگی یکی از دو سبک کشتی است که در بازی‌های المپیک برگزار می‌شود.
در کشتی آزاد همچون کشتی فرنگی، هدف اصلی چسباندن شانه حریف بر تشک است که به پیروزی فوری (ضربه فنی) منجر می‌شود و برخلاف کشتی فرنگی کشتی‌گیران اجازه گرفتن پای حریف و استفاده از پای خود را دارند.
مسابقات کشتی آزاد از المپیک ۱۹۰۴ (سومین دوره رسمی) در بخش مردان و نیز از المپیک ۲۰۰۴ (سی‌و‌هشتمین دوره) در بخش زنان برگزار می‌شود.

## مقررات کشتی
- بر اساس مقررات بین‌المللی هرگونه گرفتن، ضربه زدن و پرتاب کردن ملایم حریف مجاز است. اما هر نوع گرفتنی که زندگی یا سلامتی اعضای حریف را به خطر بیندازد مانند گرفتن گلو ممنوع است. همچنین استفاده از لگد، مشت، کله زدن و گرفتن دوبنده ممنوع است. جدیدترین مقررات کشتی فیلا که از سال ۲۰۱۳ به اجرا در می‌آید اینگونه است:
- کشتی در دو زمان ۳ دقیقه‌ای برگزار می‌شود.
- شمارش امتیازات به صورت مجموع هر دو زمان خواهد بود.
- خاک کردن ۲ امتیاز دارد. بیرون رفتن حریف از تشک و اخطار تنها یک امتیاز خواهد داشت.
- در کشتی آزاد وقتی امتیاز فنی یک کشتی‌گیر در هر تایم یا مجموع به اختلاف ۱۰ برسد، کشتی بلافاصله قطع و برنده اعلام خواهد شد.
- آشنا شدن شانه‌ها با تشک، ضربه فنی محسوب می‌شود.
- در کشتی آزاد، تذکر کم‌کاری مانند کشتی فرنگی نیست. اولین تذکر کم‌کاری از سوی داور به صورت هشدار زبانی اعلام می‌شود. در اعلام تذکر دوم یک اخطار به کشتی‌گیر کم‌کار (کشتی‌گیری که قبلاً تذکر دریافت کرده) داده می‌شود و کشتی گیران ۳۰ ثانیه فرصت دارند فعال شوند، اگر کشتی‌گیری موفق به کسب امتیاز نشود، آن کشتی‌گیری که اخطار دریافت کرده، یک امتیاز و اخطار نیز جریمه می‌شود.
- در کشتی آزاد، اگر در پایان دو دقیقه از هر تایم کشتی گیران امتیازی نگیرند، داور به کشتی‌گیر کم‌کار اخطار می‌دهد که در این شرایط کشتی‌گیر کم‌کار ۳۰ ثانیه فرصت دارد امتیاز بگیرد وگر نه یک امتیاز به حریفش داده می‌شود.
- نقض قانون منجر به گرفتن اخطار به کشتی‌گیر می‌شود و سه اخطار کشتی‌گیر را از ادامه مسابقه محروم می‌کند. در هنگام نقض شدید مقررات کشتی‌گیر را می‌توان بی‌درنگ از مسابقه اخراج کرد.
- مسابقات می‌بایست روی تشک کشتی که حداقل ۱۰ متر قطر دارد برگزار شود.

### تغییرات اساسی قوانین در سال ۲۰۱۵
با توجه به تغییراتی که در قوانین کشتی فرنگی ایجاد شد، اجرای برخی از این تغییرات در کشتی آزاد نیز ضروری است. اتحادیه جهانی کشتی به منظور یکپارچه کردن قوانین در هر دو رشته آزاد و فرنگی، تغییرات جدید قوانین در رشته کشتی آزاد را به شرح ذیل اعلام کرد:
1. تمامی فنون چرخشی (بارانداز، فیتیله پیچ و…) دو امتیازی هستند؛ چه چرخش از ناحیهٔ کمر و شکم باشد و چه چرخش روی دو دست کشتی‌گیر مدافع باشد، دو امتیاز به مجری فن داده می‌شود (حذف یک‌امتیازی چرخش روی دستان).
2. تماس آنیِ شانه‌های کشتی‌گیر مهاجم یا مجری فن با تشک دیگر امتیازی در برنخواهد داشت (پیش از این، مجری فن در هنگام اجرای فن به دلیل روی پل رفتن خود و تماس شانه‌هایش با تشک، یک امتیاز از دست می‌داد، اما اکنون این قانون حذف شده‌است).
3. اگر پای کشتی‌گیر مهاجم از تشک خارج شود، سه حالت زیر قابل فرض است:

- اگر کشتی‌گیر مهاجم امتیازی به دست بیاورد، آن امتیاز تعلق می‌گیرد (امتیاز برای او ثبت می‌شود).
- اگر کشتی‌گیر مهاجم نتواند فنی را اجرا یا امتیازی کسب کند، داور مسابقه را متوقف می‌کند و یک امتیاز به حریف داده می‌شود.
- اگر کشتی‌گیر مهاجم، حریف را با کنترل کامل بلند کند و پایش از تشک بیرون برود و نتواند امتیازی کسب کند، یک امتیاز به حریف او داده نخواهد شد.

1. هُل دادن حریف به خارج از تشک امتیازی نخواهد داشت.
2. بالاتنه کشتی گیر باید به‌طور کامل به زمین برخورد کند تا ضربه فنی شده و مسابقه به اتمام برسد.

- قوانین ورزش رزمی کشتی آزاد را اتحادیه جهانی کشتی یا UWW تصویب می‌کند که یکی از مدرن‌ترین فدراسیون‌های ورزشی در جهان است و سخت‌ترین قوانین را برای ورزش کشتی آزاد تصویب کرده‌است.[۶]

## وزن‌ها

### مردان
دسته‌های وزنی کشتی تاکنون چندین بار تغییر کرده‌است. از سال ۲۰۰۲ تا سال ۲۰۱۳ رقابت‌های کشتی آزاد [و فرنگی] مردان در رده سنی بزرگسالان در هفت وزنِ ۵۵ کیلوگرم، ۶۰ کیلوگرم، ۶۶ کیلوگرم، ۷۴ کیلوگرم، ۸۴ کیلوگرم، ۹۶ کیلوگرم و ۱۲۰ کیلوگرم برگزار می‌شد. در سال ۲۰۱۷ دسته‌بندی وزنی متفاوتی شامل ۶ وزن المپیکی و ۴ وزن غیر المپیکی در نظر گرفته شد که وزن‌های کشتی آزاد اینگونه است:
- ۵۷ کیلو
- ۶۱ کیلو (غیر المپیکی)
- ۶۵ کیلو
- ۷۰ کیلو (غیر المپیکی)
- ۷۴ کیلو
- ۷۹ کیلو (غیر المپیکی)
- ۸۶ کیلو
- ۹۲ کیلو (غیر المپیکی)
- ۹۷ کیلو
- ۱۲۵ کیلو

کشتی آزاد در ردهٔ نونهالان (۱۴ و ۱۵ سال) در ده وزن از ۲۹ تا ۸۵ کیلو، در ردهٔ نوجوانان (۱۶ و ۱۷ سال) در ده وزن از ۳۹ تا ۱۰۰ کیلو و در جوانان (۱۸ تا ۲۰ سال) در ۸ وزن از ۴۶ تا ۱۲۰ کیلوگرم برگزار می‌شود.

### زنان
در اوایل و میانه قرن بیستم کشتی بانوان یک شکل قرص و محکم به خودش گرفت و تلاش شد تا به عنوان یک پدیده در سرگرمی مطرح شود. در ابتدای این ورزش برای بانوان قدری حرکات و مسابقات سطح پایینی داشت و فساد زیادی را به همراه داشت. البته اگر این سطح پایین و فساد و مسائل دیگر تابع این امر را در نظر نگیریم می‌شد در میان بانوان خوب در آن مسابقات کسانی را یافت که در بهترین سبک خود و حرفه‌ای بوده‌اند.
پس از گذشت زمان کشتی بانوان به دو دسته اساسی تقسیم شد. دسته اول به سمت کشتی ای رفت که این روزها به عنوان کشتی کج آن را می‌شناسیم و دسته دیگر به سمت کشتی آزاد رفت که امروز هم رقابت‌های آن را در دنیا شاهد هستیم. کشتی آزاد کنونی از رقابت‌های المپیک پیشین به صورت کاملاً حرفه‌ای پیگیری شد و بانوان دنیا روز به روز در این ورزش قدرتمندتر و حرفه‌ای تر می‌شوند و تلاش می‌کنند تا ورزش خودشان را مانند کشتی مردان به دنیا عرضه کنند.
مسابقات کشتی آزاد زنان هم در ۱۰ وزن شامل ۶ وزن المپیکی و ۴ وزن غیر المپیکی برگزار می‌شود که اوزان اینگونه است:
- ۵۰ کیلو
- ۵۳ کیلو
- ۵۵ کیلو (غیر المپیکی)
- ۵۷ کیلو
- ۵۹ کیلو (غیر المپیکی)
- ۶۲ کیلو
- ۶۵ کیلو (غیر المپیکی)
- ۶۸ کیلو
- ۷۲ کیلو (غیر المپیکی)
- ۷۶ کیلو

همچنین مسابقات بانوان در رده سنی نونهالان (۱۴–۱۵ سال) در ۱۰ وزن از ۲۸ تا ۶۲ کیلوگرم، در رده سنی نوجوانان (۱۶–۱۷ سال) در ۱۰ وزن از ۳۶ تا ۷۰ کیلوگرم، در رده سنی جوانان (۱۸–۲۰ سال) در ۸ وزن ۴۰ تا ۷۲ کیلوگرم
برگزار می‌شود.